# Erast Garine
Pour les articles homonymes, voir Garine.
Erast Garine, de son vrai nom Erast Pavlovitch Guerassimov (en russe : Эраст Павлович Гарин), né à Riazan (Empire russe) le 28 octobre 1902 (10 novembre 1902 dans le calendrier grégorien) et mort le 4 septembre 1980, est un acteur, metteur en scène et réalisateur soviétique. Avec Igor Ilinski et Sergueï Martinson, il était l'un des principaux acteurs comiques de la compagnie de Vsevolod Meyerhold et du cinéma soviétique. Il a aussi beaucoup travaillé dans le doublage des dessins animés. Il a reçu le titre d'Artiste du peuple de l'URSS en 1977.

## Biographie
Fils de Pavel Erastovitch Guerassimov, garde forestier, et de son épouse, Maria Mikhaïlovna, le futur artiste naît à Riazan. Scolarisé dans un gymnasium municipal, il s'engage dans l'Armée rouge en 1919. Il fait ses débuts sur les planches au théâtre amateur de l'unité de garnison stationnée à Riazan et prend à cette occasion le nom de scène Garine. De passage à Moscou avec son théâtre, en 1921, il est repéré par Vsevolod Meyerhold qui l'invite à prendre les cours dans ses ateliers d'art dramatique qui à l'issue de multiples changements de nom deviendront le Théâtre de Meyerhold. L'expérience qu'acquiert Garine au sein de cette troupe aura de l'influence sur sa manière de jouer, sa prédilection pour le côté satirique et excentrique, proche de la bouffonade.
Parmi les rôles de cette époque qui lui valent la renommée et l'acclamation sont Gouliatchkine dans Le Mandat (1925) de Nikolaï Erdman, Khlestakov dans Le Revizor (1926) de Nicolas Gogol et Tchatski dans Le Malheur d'avoir trop d'esprit (1928) d'Alexandre Griboïedov. D'une manière générale, Erast Garine se montrait inégalé dans des rôles comiques grotesques, incarnant les personnages négatifs.
En 1934, Garine devient acteur du théâtre Proletkoult dirigé par Sergueï Eisenstein. La même année, Alexandre Feinzimmer lui offre son premier rôle au cinéma, celui de l'adjudant Kabloukov dans Le Lieutenant Kijé. Il apparaît ensuite dans son propre film, l'adaptation du Mariage de Nicolas Gogol qu'il entreprend à porter à l'écran assisté de sa femme Khessia Lokchina en 1937. Après les premières projections, les pellicules du film désigné comme l'exemple de formalisme, seront détruites par les autorités et les recherches ultérieures menées par Garine, afin de trouver une copie sortie en dehors de l'Union soviétique n'aboutiront jamais.
En 1936-1950, il se produit au Théâtre de la Comédie de Léningrad où il devient également metteur en scène à partir de 1938. Le reste de sa carrière sur scène se déroulera au Théâtre national d'acteur de cinéma.
Garine signe en tout huit films en tant que réalisateur. Lors du tournage du dernier d'entre eux Les Jours joyeux de Raspliouiev (1966, d'après La Mort de Tarelkine d'Alexandre Soukhovo-Kobyline), un accident lui fait perdre un œil et la vision de l’œil restant est sensiblement altérée. Sa carrière au théâtre et au cinéma ralentit à partir de ce moment, mais il est encore employé par les studios Soyuzmultfilm pour le doublage des dessins animés.
Mort à Moscou le 4 septembre 1980, l'artiste est enterré au cimetière Vagankovo. Son héritage créatif comprend une quarantaine de films, sept spectacles radiophoniques, plusieurs scénarios, et la voix dans trois douzaines de films d'animation.

## Filmographie partielle

### Comme acteur
- 1934 : Le Lieutenant Kijé (Поручик Киже) d'Alexandre Feinzimmer : Kabloukov
- 1942 : Kotovski (Котовский) d'Aleksandre Feinzimmer : chanteur dans le restaurant
- 1944 : La Noce (Свадба, Svadba) d'Isidore Annenski : le marié
- 1947 : Cendrillon (Золушка) de Nadejda Kocheverova et Mikhaïl Chapiro (ru) : le roi
- 1955 : Histoire inachevée (Неоконченная повесть) de Fridrikh Ermler : coiffeur
- 1957 : Jeune fille sans adresse (Девушка без адреса) d'Eldar Riazanov : grand-père
- 1963 : La Tragédie optimiste (Оптимистическая трагедия) de Samson Samsonov : Vozhatchok
- 1971 : Les Gentilshommes de la chance (Джентльмены удачи) d'Aleksandre Sery : professeur Maltsev
- 1973 : Beaucoup de bruit pour rien (Много шума из ничего) de Samson Samsonov : Verges

### Comme réalisateur
- 1936 : Le Mariage (ru) (Женитьба)
- 1939 : Docteur Kalioujny (ru) (Доктор Калюжный)
- 1942 : Le Prince et le Pauvre (ru) (Принц и нищий)
- 1946 : Sinegoria (ru) (Синегория), coréalisé avec Khessia Aleksandrovna Lokchina (ru)
- 1964 : Un miracle ordinaire (Обыкновенное чудо)
- 1966 : Les Jours Joyeux de Raspliouiev (ru) (Весёлые расплюевские дни)

## Doublage
- 1955 : Zakoldovannyj malchik de Vladimir Polkovnikov et Alexandra Snejko-Blotskaïa : Martin le jars
- 1956 : Douze mois de Ivan Ivanov-Vano : professeur
- 1958 : Krasa nenaglyadnaya de Vladimir Degtiariov (ru) : tsar

## Distinctions
- ordre de l'Insigne d'Honneur : 1939
- prix Staline de la IIe classe : 1941, pour le rôle de Tarakanov dans le film Muzykalnaya istoriya
- ordre du Drapeau rouge du Travail : 1974
- Artiste du peuple de l'URSS : 1977)